# جورجیا دیویس
جورجیا دیویس (انگلیسی: Georgia Davies؛ زادهٔ ۱۱ اکتبر ۱۹۹۰) ورزشکار ورزش شنا اهل بریتانیا است.
وی در مسابقات کشوری و بین‌المللی در مجموع برندهٔ ۲ مدال طلا، ۳ مدال نقره و ۱۰ مدال برنز شده‌است.